# Dieselpunk

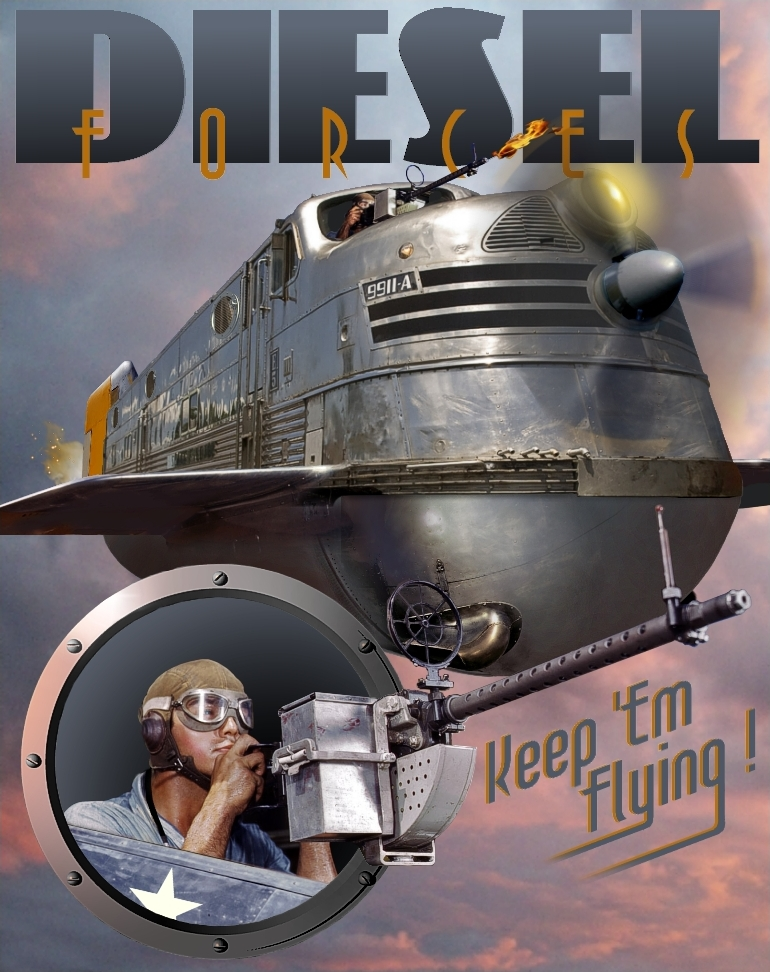
Ett exempel på dieselpunkkonst av konstnären Stefan Prohaczka.

Dieselpunk är en retrofuturistisk litterär punkgenre som liknar steampunk och cyberpunk och som kombinerar visuell estetik med dieselbaserad teknik från mellankrigstiden fram till 1950-talet. 
Ordet Dieselpunk myntades 2001 av speldesignern Lewis Pollak för att beskriva sitt rollspel Children of the Sun, termen har sedan dess använts på en mängd olika bildkonster, musik, film, fiktion och teknik.
Dieselpunken hämtar sin inspiration från dieselåldern och den tidens stilar och tekniker. Uttrycket "dieselera" är en tidsperiod som börjar mellan slutet av första världskriget och början av andra världskriget, den epoken är central för dieselpunkens konstnärer.